# Chloé Bird
Chloé Bird (Cáceres, 19 de octubre de 1991) es compositora, cantante y actriz.

## Reseña biográfica
Licenciada en la especialidad de interpretación en la Escuela Superior de Arte Dramático de Extremadura y titulada en el Grado Profesional de piano por el Conservatorio Profesional de Música Hermanos Berzosa de Cáceres.
Ha participado en festivales como Europa Sur (2012, 2014), WOMAD (Cáceres, Charlton Park – UK), Contempopránea (Badajoz, 2015) o BIME City Live Bilbao. Ha sido telonera de artistas como Anni B Sweet o Jeanette y ha tocado por salas de toda la geografía nacional. En septiembre de 2016 se trasladó a Colombia para presentar uno de sus trabajos en la Feria del Libro y la Cultura de Medellín.
Compone bandas sonoras para cortometrajes y obras de teatro (La clase de los niños raros, cía Apretacocretas; M.C. Manco y de la Mancha, estrenado en el Festival de Teatro Clásico de Cáceres por la compañía HUMOREAMORE; Ninonita y Cesáreo en el misterio de los juegos perdidos, cía Asceni Theatre; Badidiblú, descubriendo la magia; Entre pañuelos y varitas, cía La Lámpara Mágica; El soldadito de plomo, El astronauta, ambas de El Avispero Producciones); La vida de los salmones (Karlik Danza-Teatro).
A finales de 2013 es galardonada como “mejor artista extremeña” en los Premios Pop-Eye después de editar su primer EP October Moon. En noviembre de 2015 publica su primer LP, The darkest corners of my soul. En marzo de 2017 publica un disco para público familiar, Un mundo de niños raros, en el que musicaliza poemas de Raúl Vacas. 
En septiembre de 2018 lanza su nuevo trabajo, The light in between, un disco que la crítica ha descrito como "maduro en el sonido, con una producción cuidada y unos arreglos de precisión milimétrica, y maduro en lo etéreo, en la forma de contar". Su primer adelanto fue estrenado en la web de la revista MondoSonoro.
Ha sonado en televisiones y radios a nivel nacional e internacional (Rtve, Cadena Ser, Onda Cero, Canal Extremadura, Teleantioquia…), siendo “la apuesta del año” 2013 en el programa Disco Grande de radio 3 y teniendo más de un millón de escuchas en Spotify. El videoclip de su canción Fade, recogida en el disco The darkest corners of my soul, dirigido por Ainhoa Rodríguez, ha sido galardonado con multitud de premios a nivel internacional. 
En septiembre de 2018 se estrena la obra La vida de los salmones (premio SGAE de teatro infantil), escrita por Itziar Pascual y dirigida por Cristina D. Silveira para Karlik Danza-Teatro, en la que Chloé Bird interpreta el personaje de Adrienne, debutando en teatro como actriz, cantante y bailarina.

## Discografía
Álbumes de estudio
- The darkest corners of my soul (2015)
- Un mundo de niños raros (2017)
- The Light In Between (2018)

Eps
- October Moon (2013)

Sencillos
- The rhythm of light (2015)
- Con el corazón (cumbia) (2017)

Colaboraciones
- Mañana, de Supertennis, en su disco Mañana (2017)

## Premios y nominaciones
|      | Trabajo nominado | Premio                                                                 | Categoría                     | Resultado       |
| ---- | ---------------- | ---------------------------------------------------------------------- | ----------------------------- | --------------- |
| 2013 | Ella misma       | Pop Eye                                                                | Mejor artista extremeño       | Ganadora        |
| 2013 | Ella misma       | Premios Sonora                                                         | Mejor solista                 | Nominada        |
| 2013 | Ella misma       | Premios Sonora                                                         | Mejor grupo revelación        | Nominada        |
| 2013 | Ella misma       | Premios Sonora                                                         | Mejor directo                 | Nominada        |
| 2016 | Videoclip Fade   | SIROCORTOS SHORT MUSIC FESTIVAL                                        | Best music video award        | Ganador         |
| 2016 | Videoclip Fade   | 12MFF, 12 MONTHS FILM FESTIVAL, ROMANIA                                | Best music video award        | 2nd prize       |
| 2016 | Videoclip Fade   | Pop Eye                                                                | Best audiovisual              | Ganador         |
| 2017 | Videoclip Fade   | NEW YORK INDEPENDENT FILM FESTIVAL                                     | Best music video award        | Ganador         |
| 2017 | Videoclip Fade   | SUFAF, SACRAMENTO UNDERGROUND FILM & ARTS FESTIVAL                     | Best music video award        | Ganador         |
| 2017 | Videoclip Fade   | ONIROS FILM AWARDS                                                     | Best music video award        | Ganador         |
| 2017 | Videoclip Fade   | NIDA SHORT FILM FEST                                                   | Best music video award        | Ganador         |
| 2017 | Videoclip Fade   | DSOFF, DIRECT SHORT ONLINE FILM FESTIVAL                               | Best music video of the month | Ganador         |
| 2017 | Videoclip Fade   | CERTAMEN NACIONAL DE VIDEOCLIPS, 30 SEMANA DE CINE DE MEDINA DEL CAMPO | Best videoclip Jury award     | Ganador         |
| 2017 | Videoclip Fade   | 21 FESTIVAL DE CINE DE ZARAGOZA                                        | Best national videoclip award | Ganador         |
| 2017 | Videoclip Fade   | NYC INDIE FILM AWARDS                                                  | Best music video award        | Ganador         |
| 2017 | Videoclip Fade   | CONCURSO GRANAJOVEN EN UN CLIP                                         | Best national videoclip award | Ganador         |
| 2017 | Videoclip Fade   | PORTOVIEJO FILM FESTIVAL                                               | Best music video award        | Ganador         |
| 2017 | Videoclip Fade   | CIFA, CONCEPCIÓN INDEPENDENT FILM AWARDS                               | Best music video award        | Ganador         |
| 2017 | Videoclip Fade   | LATIN AMERICAN DAYS FILM FESTIVAL                                      | Best music video award        | Ganador         |
| 2017 | Videoclip Fade   | FESTMEDALLO, 2nd FESTIVAL INTERNACIONAL DE CINE DE MEDELLÍN            | Best music video award        | Ganador         |
| 2017 | Videoclip Fade   | FESTIVAL DI CINEMA E POESIA VERSI DI LUCE                              | Best music video award        | Ganador         |
| 2018 | Videoclip Fade   | "BIZARRA" CAÓSTICA INTERNATIONAL FILM FESTIVAL                         | Best music video award        | Special Mention |
| 2018 | Videoclip Fade   | GENEVA FILM FESTIVAL                                                   | Best musical short            | Ganador         |